# Matthias Creutziger
Matthias Creutziger (* 1951 in Härtensdorf) ist ein deutscher Fotograf, der vor allem in den Bereichen Jazz, Klassische Musik, Theater und Bildende Kunst tätig ist.

## Leben

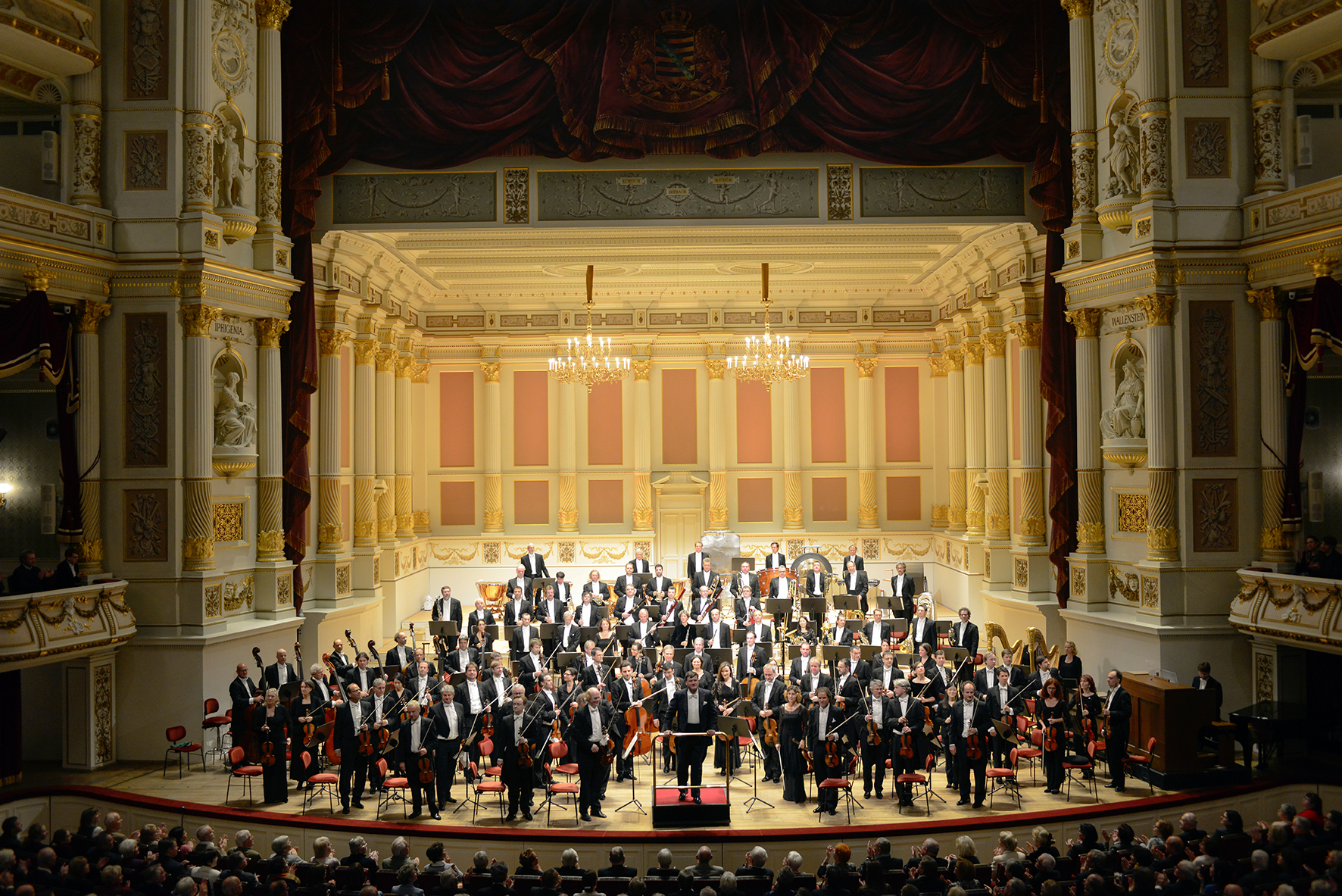
Die Sächsische Staatskapelle Dresden mit ihrem Chefdirigenten Christian Thielemann, Semperoper 2018, Fotografie von Matthias Creutziger

Creutziger absolvierte nach Ende der Schulzeit eine Lehre als Maurer und legte 1970 sein Abitur an der Volkshochschule in Zwickau nach. Es folgte ein Hochbaustudium in Cottbus und Dresden und anschließend bis 1983 die Arbeit als Projektant in Dresden.
Im Jahr 1988 reiste Creutziger mit seiner Familie aus der DDR aus und ließ sich zunächst in Hannover, später in Rheinland-Pfalz nieder. Seit 2003 lebt er wieder in Dresden.
Anfang April 2020 erkrankte Creutziger schwer an COVID-19. Er lag fast fünf Wochen im Koma.

## Künstlerischer Werdegang
Bereits früh kam Creutziger mit der Musik in Kontakt und gründete zu Schulzeiten eine Band; zwischen 1967 und 1977 spielte er in verschiedenen Rock- und Bluesbands Schlagzeug. Im Jahr 1976 veröffentlichte Creutziger in der Zeitung Die Union seinen ersten Artikel zum Thema Jazz. Weitere Beiträge folgten; ab 1979 entstanden erste Fotos von Jazzkonzerten. Als Fotograf ist er Autodidakt. Ab 1983 arbeitete Creutziger als freiberuflicher Fotograf und war von 1982 bis 1984 Herausgeber des DDR-Jazzkalenders. Über die „Arbeitsgruppe Theaterplakat“, eine zum Dresdner Staatsschauspiel gehörende freie Künstlergruppe, fand Creutziger Mitte der 1980er-Jahre auch zur Opernfotografie.
Zwischen 1989 und 1991 war er Jazzreferent des Landesmusikrates Niedersachsen. Im Jahr 1989 wurde er in die Deutsche Gesellschaft für Photographie berufen.
Ab 1990 arbeitete Creutziger als Auftragsfotograf unter anderen für des Kölner Rundfunk-Sinfonie-Orchester, die Schwetzinger Festspiele und für das Theater der Stadt Heidelberg. Daneben war er auch als Jazzkritiker und Organisator von Konzerten insbesondere in Dresden und in Ludwigshafen aktiv. Zwischen 1992 und 2008 arbeitete er als Hausfotograf des Dresdner Zentrums für zeitgenössische Musik, war von 1994 bis 2004 Hausfotograf des Theaters im Pfalzbau (Ludwigshafen). Von 2003 bis 2016 war Creutziger offizieller Theaterfotograf an der Semperoper in Dresden. Ebenfalls arbeitet Creutziger als ständiger Fotograf für die Sächsische Staatskapelle Dresden und seit 2004 als Hausfotograf des Jazzclubs Tonne. Creutziger ist gelegentlich auch journalistisch tätig, so für die Tageszeitung Dresdner Neueste Nachrichten und die Zeitschrift Sax.
Creutziger stellt seine Fotografien seit den 1980er-Jahren auch außerhalb Deutschlands in Einzel- und Gruppenausstellungen aus, so war beispielsweise die Ausstellung Jazz Photography 1998 in Ljubljana zu sehen. Er war unter anderem mit Fotos an der Wanderausstellung Freejazz in der DDR. Weltniveau im Überwachungsstaat der Bundeszentrale für politische Bildung über den Jazz in der DDR beteiligt, die von 2013 bis 2014 in verschiedenen Städten Deutschlands gezeigt wurde. Creutziger legte mehrere Bildbände mit eigenen Jazzfotos vor; zudem konnte er Fotografien zu zahlreichen Büchern beisteuern. Eine intensive Zusammenarbeit erfolgte ab den 1980er-Jahren mit dem Grafiker Jürgen Haufe, der Creutzigers Fotografien „collagiert, übermalt, fragmentiert“ als Grundlage für Musikplakate nutzte. Haufe verstarb 1999; die Ausstellung Faszination Jazz. Spuren einer Freundschaft zeigte 2002 Arbeiten von Creutziger und Haufe; 2014 folgte die Ausstellung Jürgen Haufe – Grafik; Matthias Creutziger – Fotografie in Freital.
Im Jahr 2000 wurde Creutziger auf der 5. Porträtfotoschau Deutschlands für seine Porträtfotografie Noch sieben Schritte bis zum Universum: Der Jazzpianist Michel Petrucciani  mit dem ersten Preis der Gesellschaft für Fotografie ausgezeichnet. Im Jahr 2018 erhielt sein Kuba-Kalender Que bolá Cuba? einen Gregor Photo Calendar Award. Im März 2019 gewann Creutziger für seinen Kalender Souks Inside über Märkte in Marokko eine Bronzemedaille beim Japan Award sowie den Gregor Calender Award in Bronze. Für den Kalender Macropolis 2020 – Die Zeit existiert nicht wurde Creutziger im Januar 2020 mit dem Grand Prix des Gregor Calendar Award ausgezeichnet. Diesen Preis erhielt er auch 2021 für den Kalender Sehsucht mit großformatigen Schaufensterpuppen aus der Art-Deco-Zeit.
Matthias Creutzigers beeindruckende Porträts von Musikerinnen und Musikern in Schwarzweiß zeichnen sich durch eine besondere Intensität aus. Nah dran und meist mit auf der Bühne, weiß er die Konzert- oder Probensituation so in Szene zu setzen, dass seine Fotografien das eigentlich Unmögliche leisten: Musik in ihrem je eigenen Charakter tatsächlich empfinden zu lassen, obgleich die Bilder stumm sind. Bewegung wird in Unschärfe übersetzt, die geschlossenen Augen zeigen konzentrierte Versunkenheit. Neben diesem ausdrucksstarken Werkkomplex stehen andere Serien, die teils auf seine weltweiten Reisen zurückgehen. In Kuba fotografierte er das Straßenleben, in Ländern Südeuropas das Spiel von Licht und Schatten. Die Graffiti in der Dresdner Neustadt als urbane Kunst interessieren ihn ebenso wie die bizarren Verfremdungen, die Bakterien auf im Elbehochwasser 2013 beschädigten Diapositiven verschiedener Reisen hervorriefen.

## Werkbestand
Schon in den 1980er Jahren erwarb die Deutsche Fotothek ein größeres Konvolut an Abzügen im Format 18 × 24 cm, das durch die Übernahme weiterer Prints von der Musikabteilung der Sächsischen Landesbibliothek ergänzt wurde. Seit der Aufnahme von Matthias Creutziger in das Archiv der Fotografen 2021 wird der Bestand sukzessive ausgebaut und umfasst rund 1.200 Aufnahmen aus einem Zeitraum, der von den späten 1970er Jahren bis in die Gegenwart reicht. Thematische Schwerpunkte sind Porträts von Musikerinnen und Musikern, Künstlerinnen und Künstlern, Dokumentationen von Live-Konzerten aus dem Bereich Jazz, Impressionen aus Südeuropa und New York sowie eher der Foto-Grafik zuzuordnende Kompositionen.
Weitere Fotoarbeiten von Creutziger befinden sich unter anderem in den Sammlungen der Kupferstichkabinette Dresden, Leipzig und Berlin, der Staatlichen Museen Berlin und Chemnitz, der Kestnergesellschaft Hannover, des Jazzinstituts Darmstadt und des Lippmann+Rau-Musikarchives Eisenach.

## Einzel- und Doppelausstellungen (Auswahl)
- 1985: Jazzporträts, Kleine Galerie der Pädagogischen Hochschule Dresden, Dresden[21][22]
- 1998: Jazz Photography, Cankarjev Dom, Mala galerija, Ljubljana[23]
- 2001/2002: Blue Notes & Olives, Galerie Kneise, Eisenach[24]
- 2002: Faszination Jazz. Spuren einer Freundschaft (mit Nachlass Jürgen Haufe), Koenig & Bauer AG Planeta Radebeul[25]
- 2010: JazzPositions, Galerie Grünstraße, Berlin-Köpenick[26]
- 2010: Magie und Irritation, Foyer der Semperoper, Dresden[27]
- 2010: Magie und Irritation, Kunstparkplatz Dresden[28]
- 2011: Magie und Irritation, Villa Wieser, Herxheim[29]
- 2011: „Jazz“ Andere Welten, Kunsthaus Frankenthal[30]
- 2011: Kunsthalle Arnstadt[31]
- 2012: Jazz + andere Welten, Galerie Beyer, Dresden[7]
- 2014: Jürgen Haufe – Grafik; Matthias Creutziger – Fotografie, Kunstverein Freital im Einnehmerhaus[32]
- 2016: Liebe, Lust und Leidenschaft, Palais im Großen Garten, Dresden[33]
- 2019–2020: Jazzblut, Schleswig-Holstein-Haus, Schwerin[34]
- 2020: ¿Qué bolá Cuba?, Universitätsklinikum Carl Gustav Carus Dresden
- 2021 Fotografie, Ö-Grafik, Dresden
- 2022: Internationale Schostakowitsch-Tage Gohrisch 2010-2021. Fotografische Impressionen, 13. Internationale Schostakowitsch-Tage, Konzertscheune Gohrisch
- 2022: Alles hat seine Zeit, Bethlehemkirche, Dresden-Tolkewitz
- 2023: Fotografien. HELLERAU – Europäisches Zentrum der Künste[35]
- 2024: #INTENSIV. Matthias Blumhagen, Susan Lamèr und Matthias Creutziger. Aus dem Archiv der Fotografen, Buchmuseum der SLUB Dresden, 26. Oktober 2024 – 11. Januar 2025

## Publikationen
- Jazzphotographie, Wolke-Verlag, Hofheim 1996
- Klangvoll, LJO Rheinland-Pfalz, Konz 1998
- Faszination Jazz, Koenig & Bauer AG, Radebeul 2001 (mit Jürgen Haufe)